# STS-96
La STS-96 è una missione spaziale del Programma Space Shuttle, la seconda missione sulla Stazione spaziale internazionale (ISS). L'obbiettivo principale era quello di rifornire e assemblare un'ulteriore parte della ISS.
L'equipaggio trasferì 1.615 kg di materiale all'interno della stazione (vestiti, coperte, pezzi di ricambio, medicine, suppellettili e oltre 300 litri di acqua); in più furono installati dei sensori di rilevamento del fumo e dei sistemi wireless per monitorare, da parte degli ingegneri, gli effetti sulla rotta causati dai nuovi moduli aggiunti.

## Equipaggio
- Kent V. Rominger (Comandante)
- Rick D. Husband (Pilota)
- Ellen Ochoa (Specialista di missione)
- Tamara E. Jernigan (Specialista di missione)
- Daniel T. Barry (Specialista di missione)
- Julie Payette (Specialista di missione)
- Valerij Ivanovič Tokarev

## Parametri della missione
- Massa:
  - Navetta al lancio: 118.859 kg
  - Navetta al rientro: 220.980 kg
  - Carico utile: 9.097 kg
- Perigeo: 326 km
- Apogeo: 340 km
- Inclinazione orbitale: 51.6°
- Periodo: 1 ora, 31 minuti, 12 secondi

### Passeggiate spaziali
Jernigan e Barry  - EVA 1
- Inizio EVA 1: maggio 30, 1999 - 02:56 UTC
- Fine EVA 1: maggio 30, - 10:51 UTC
- Durata: 7 ore, 55 minuti